# Olbiogaster trinidadensis
Olbiogaster trinidadensis är en tvåvingeart som beskrevs av Edwards 1928. Olbiogaster trinidadensis ingår i släktet Olbiogaster och familjen fönstermyggor. Inga underarter finns listade i Catalogue of Life.